# Lycorina apicalis
Lycorina apicalis är en stekelart som beskrevs av Cresson 1874. Lycorina apicalis ingår i släktet Lycorina och familjen brokparasitsteklar. Inga underarter finns listade i Catalogue of Life.